# Piona baffinensis
Piona baffinensis är en kvalsterart som beskrevs av Herbert Habeeb. Piona baffinensis ingår i släktet Piona och familjen Pionidae. Inga underarter finns listade i Catalogue of Life.